# わらしべ長者
わらしべ長者（わらしべちょうじゃ、藁稭長者）は、日本のおとぎ話のひとつ。『今昔物語集』および『宇治拾遺物語』に原話が見られる。舞台は奈良県桜井市初瀬の長谷寺と伝わる。

## 概要
ある一人の貧乏人が最初に持っていたワラを物々交換を経ていくにつれて、最後には大金持ちになる話である。今では、わずかな物から物々交換を経ていき最後に高価な物を手に入れることに対する比喩表現としても使われる。なお原話（今昔物語集）の結末は馬と田を交換して地道に農作物の収益で豊かになると言うものである。
また、この物語は大きく分けて今日広く知られている「観音祈願型」の他に「三年味噌型」と呼ばれるものがある。物語の大筋はほぼ同じだが、後者は婿取婚を巡る話となっている。両者は主題も異なり、観音祈願型は今昔物語集で「参長谷男、依観音助得富話」と題されているように霊験譚としての性格が強く、結末もある程度の忍耐（稲作や留守番）の賜物であり、それゆえに説教や唱導として盛んに語られた形跡がある。それに対して三年味噌型にそのような性質はなく、あくまでも致富を主題とした幸運譚として語られたことが見て取れる。

## あらすじ

### 観音祈願型

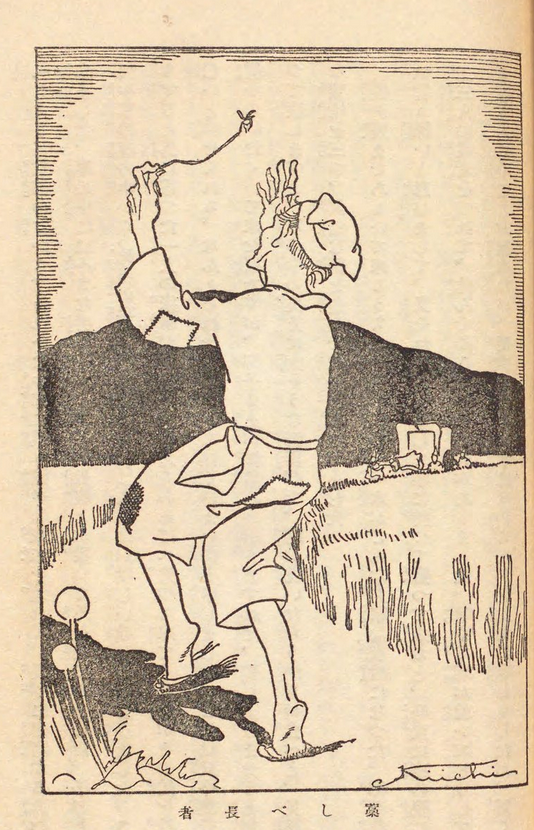
柳田國男著岡本帰一画『日本昔話集』上「わらしべ長者」(1916年)

昔、ある一人の貧乏な男がいた。毎日真面目に働いても暮らしが良くならないので貧乏から何とかして逃れようと観音様に願をかけたところ、「初めに触ったものを、大事に持って旅に出なさい」とのお告げをもらった。男は観音堂から出るやいなや石につまずいて転び、偶然1本の藁しべ（藁）に手が触れた。
男はお告げ通り、その藁しべを手に持って道を進んでいった。ところが彼の顔の周りを、大きなアブが飛び回り、煩くて仕方が無い。そこで男はアブを捕まえると、藁しべの先に結び付けてやった。
すると、傍で大泣きしていた男の子がアブが結び付けられた藁しべを欲しがるので男は観音様のお告げを信じて譲ろうとしなかったが、大泣きに手を焼いていた男の子の母親が「蜜柑と交換しよう」と申し出てきたので、藁しべを男の子に譲り、代わりに蜜柑を受け取った。
さらに歩くと、喉の渇きに苦しんでいる商人がいた。彼は男が持っていた蜜柑を欲しがり、持っていた上等な反物との交換を持ちかけてきた。男は蜜柑を譲り、反物を手に入れた。
一本の藁しべが上等な反物に代わったと喜んだ男は、旅の途中で侍に出会う。その侍は愛馬が急病で倒れてしまったが、急いでいるために馬を見捨てなければならない状況にあった。侍は家来に馬の始末を命じ、先を急ぐ。男は侍の家来に反物と馬の交換を申し出た。家来は反物を受け取り、そのまま侍の後を追っていく。男が水を汲んで馬に飲ませたところ、馬は元気を取り戻して立ち上がった。男は馬に乗り、旅を続けた。
道を進んでいくと、大きな屋敷に行き当たった。ちょうど旅に出かけようとしていた屋敷の主人は、男に屋敷の留守を頼み、代わりに馬を借りたいと申し出る。主人は3年以内に自分が帰ってこなかったら、この屋敷を譲ると男に言い出す。男は承諾し、主人は馬に乗って旅に出発した。
しかし3年待っても5年待っても主人が旅から帰ってくることは無かった。こうして男は屋敷の主人となり、裕福な暮らしを手に入れることができた。
交換していった物
1. 藁しべ
2. アブが結び付けられた藁しべ
3. 蜜柑
4. 反物
5. 馬
6. 屋敷

### 逆玉の輿型
上記のバリエーションとして、蜜柑を譲った相手が「若い美人」と「従者」であり、後に『長者の娘』であったことが判明して、長者の申し出により彼女の婿になる。その後も初志を忘れず懸命に働いたので、人々から「藁しべ長者」と呼ばれるまでになる。

### 三年味噌型
上記の「観音祈願型」の他に、「三年味噌型」と呼ばれる形式の物語がある。
貧乏人が、大金持ちの娘と結婚しようとする。大金持ちは結婚の条件として「わら3本を千両に変えよ」という難題を押し付ける。貧乏人は、旅の過程でわら→蓮の葉→三年味噌→名刀→千両と交換、無事約束を果たして結婚する、という物語である。
交換していった物
1. 旅の過程でわら
2. 蓮の葉
3. 三年味噌
4. 名刀
5. 千両

## 映像作品

### 学研映画
1971年に学研映画によって「日本むかしばなし わらしべ長者」のタイトルで人形アニメーション化され、同年7月24日公開の「東宝チャンピオンまつり」内で上映された。カラー、スタンダード、18分。文部省の特選作で、第1回東京都教育映画コンクールで金賞を受賞した。

#### スタッフ
- 製作：原正次
- 演出：渡辺和彦
- 脚本：神保まつえ
- 音楽：斎藤高順
- 声の出演：加藤玉枝、杉田郁子ほか[1]

#### 同時上映
ポスターでは本作品は掲載されていなかった。
- ゴジラ対ヘドラ
- 帰ってきたウルトラマン
- 昆虫物語 みなしごハッチ 傷だらけのバレリーナ
- いなかっぺ大将 猛獣の中にわれ一人だス オオ! ミステークだス[1]

#### テレビ放送
- 1981年に東京12チャンネル（現：テレビ東京）の『世界名作ものがたり』第14回で放送された。

### まんが日本昔ばなし
1975年3月25日、『まんが日本昔ばなし』（第1期。毎日放送制作・NET系列）の最終回に、『浦島太郎』と一緒に放送された。